# Catawba (Ohio)
Catawba es una villa ubicada en el condado de Clark en el estado estadounidense de Ohio. En el Censo de 2010 tenía una población de 272 habitantes y una densidad poblacional de 411,84 personas por km².

## Geografía
Catawba se encuentra ubicada en las coordenadas 40°00′00″N 83°37′21″O / 40.00000, -83.62250. Según la Oficina del Censo de los Estados Unidos, Catawba tiene una superficie total de 0.66 km², de la cual 0.66 km² corresponden a tierra firme y (0%) 0 km² es agua.

## Demografía
Según el censo de 2010, había 272 personas residiendo en Catawba. La densidad de población era de 411,84 hab./km². De los 272 habitantes, Catawba estaba compuesto por el 98.9% blancos, el 0.74% eran afroamericanos, el 0% eran amerindios, el 0.37% eran asiáticos, el 0% eran isleños del Pacífico, el 0% eran de otras razas y el 0% pertenecían a dos o más razas. Del total de la población el 0.37% eran hispanos o latinos de cualquier raza.